# Artiste pour la paix de l'UNESCO
Un artiste pour la paix de l'UNESCO est une personnalité artistique choisie par l'UNESCO afin que sa renommée lui permette de diffuser les idéaux de l'organisation, notamment pour attirer l'attention des médias. Cette catégorie de représentant de l'UNESCO a été créée en 1995.

## Liste actuelle
Liste actuelle des artistes pour la paix de l'UNESCO :
| Nom                         | Pays         | Depuis | Lien UNESCO |
| --------------------------- | ------------ | ------ | ----------- |
| Alsou Abramova              | Russie       | 2011   |             |
| Franghiz Ali-Zadeh          | Azerbaïdjan  | 2008   |             |
| Amri Aminov                 | Tadjikistan  | 2008   |             |
| Shirley Bassey              | Royaume-Uni  | 2000   |             |
| Elisso Bolkvadzé            | Géorgie      | 2015   |             |
| Sarah Brightman             | Royaume-Uni  | 2012   |             |
| Renaud Capuçon              | France       | 2019   |             |
| Jane Constance              | Maurice      | 2017   |             |
| Earthsavers DREAMS Ensemble | Philippines  | 2003   |             |
| Kudsi Ergüner               | Turquie      | 2016   |             |
| Frankétienne                | Haïti        | 2010   |             |
| Gilberto Gil                | Brésil       | 1999   |             |
| Valery Gergiev              | Russie       | 2003   |             |
| The HU                      | Mongolie     | 2022   |             |
| Sumi Jo                     | Corée du Sud | 2003   |             |
| Guila-Clara Kessous         | France       | 2012   |             |
| Setsuko Klossowska de Rola  | Japon        | 2005   |             |
| Amine Kouider               | Algérie      | 1999   |             |
| Herman Makarenko            | Ukraine      | 2016   |             |
| Sergueï Markarov (en)       | Russie       | 2002   |             |
| Han Meilin                  | Chine        | 2015   |             |
| Zarifa Mgoyan               | Russie       | 2016   |             |
| Marcus Miller               | États-Unis   | 2013   |             |
| N. Scott Momaday            | États-Unis   | 2004   |             |
| Ahlem Mosteghanemi          | Algérie      | 2016   |             |
| Aiman Musakhodjaeva         | Kazakhstan   | 1998   |             |
| Eijin Nimura                | Japon        | 1998   |             |
| Ali Mahdi Nouri             | Soudan       | 2012   |             |
| Danilo Perez                | Panama       | 2012   |             |
| Marko Pogačnik              | Slovénie     | 2016   |             |
| Bibi Russell                | Bangladesh   | 2001   |             |
| Nasser Shamma               | Irak         | 2017   |             |
| Vladimir Spivakov           | Russie       | 2006   |             |
| Barthélémy Toguo            | Cameroun     | 2021   |             |
| Luigi Toscano               | Allemagne    | 2021   |             |
| Gérard Voisin               | France       | 2005   |             |
| World Orchestra for Peace   | Royaume-Uni  | 2010   |             |